# Harry Nelson Pillsbury
Harry Nelson Pillsbury (Somerville, 5. prosinca 1872. – Philadelphia, 17. lipnja 1906.) bio je vodeći američki šahist krajem 19. stoljeća. S 22 godine osvojio je tada najjači turnir u Hastingsu 1895., ispred Emanuela Laskera. Ipak, njegova prerana smrt spriječila ga je da postane izazivač za svjetskog prvaka.

## Rani život
Pillsbury je rođen u Somerville, Massachusettsu, 1872. Godine 1894. seli u New York City, a onda u  Philadelphiju 1898.
Od 1890., igravši šah samo dvije godine, pobijedio je šahovskog majstora H. N. Stonea. U travnju 1892., Pullsbury je dobio meč s 2–1 protiv tadašnjeg svjetskog prvaka Wilhelma Steinitza koji mu je dao prednost od jednog pješaka.
Pillsburyjev rast k vrhu bio je legendaran te je ubrzo postao najjačim igračem New Yorka.

## Šahovska karijera

### Hastings 1895.
Šahovski klub Brooklyn chess club sponzorirao je njegov put u Europu kako bi igrao na prestižnom turniru u Hastingsu 1895. Osvojivši turnir ispred tadašnjeg svjetskog prvaka Emanuela Laskera, bivšeg svjetskog prvaka Wilhelma Steinitza, Mihaila Čigorina, Siegberta Tarrascha, Carla Schlechtera, Dawida Janowskog i Isidora Gunsberga, Pillsbury je postao poznat u cijelom SAD-u i okolinom državama, primjerice Kubi. Kasnije će José Raúl Capablanca pisati da je na njegovu igru snažan utjecaj imao upravo Pillsbury. 
Dinamičan i moderan stil igre kakav je Pillsbury pokazao na turniru doveo je do popularizacije Daminog gambita, uključujući njegovu poznatu pobjedu nad Tarraschom.

### St. Peterburg 1895.
Njegov idući veliki turnir bio je u Sankt Peterburgu 1895.–1896. Čini se da se Pillysbury zarazio sifilisom prije ovog turnira. Unatoč dobrom početku, jake glavobolje su utjecale na njegovu igru i završio je tek na trećem mjestu, iza pobjednika tunira, Laskera, i Steinitza. Izgubio je i čuvenu partiju protiv Laskera te neki izvori spominju da je nakon te partije Pillsbury doživio živčani slom i pokušao počiniti samoubojstvo.
Nakon ovog tunira njegovi rezultati strjelovitom brzinom padaju, kao što su i rasli. No, unatoč bolesti postaje američkim prvakom 1897. pobjedivši tadašnjeg prvaka SAD-a, Jacksona Showaltera. Titulu je držao do svoje smrti 1906. godine.

## Smrt
Slabo mentalno i fizičko zdravlje, kao posljedica infekcije sifilisom, spriječila ga je da ostvari svoj puni šahovski potencijal, dijeleći sličnu sudbinu s Akibom Rubinsteinom. 
Preminuo je u bolnici u Philadelphiji 17. lipnja 1906. godine, u 34. godini života. Pokopan je na groblju Laurel Hill Cemetery u 
Massachusettsu.

## Ostavština
Unatoč učinkovitim pobjedama na najvećim turnirima, njegova sjajna i poučna pobjeda protiv Georga Marca, jakog šahista i tadašnjeg cijenjenog šahovskog pisca, u kojoj je Pillsbury, nakon niza nepreciznih poteza crnog i lošeg položaj crnog bjelopoljca, postavio skakača na polje e5 učvrščujući ga d4 i f4 pješacima i sproveo ubojiti napad, ostavila je termin "Pillsburyjev skakač" ili, češće, "Pillsburyjev napad" u šahovskoj literaturi kao tipičan plan za napad bijelog u poziciji daminih gambita gdje je crni fijanketirao bjelopoljnog lovca.

## Vanjske poveznice
Pillsbury je popularizirao zatvorene sisteme, posebno Igru daminog pješaka. Popis nekih partija otvorenih s 1.d4 u kojima bijeli sprovodi Pullsburyjev napad dostupan je ovdje.